# بيتر لورينز
بيتر لورينز (بالألمانية: Peter Lorenz)‏ هو كاتب عدل ومحامي وسياسي ألماني، ولد في 22 ديسمبر 1922 في برلين في ألمانيا، وتوفي بنفس المكان في 6 ديسمبر 1987. حزبياً، نشط في الاتحاد الديمقراطي المسيحي (1945 – ).

## مناصب
- انتخب عضو في البوندستاغ الألماني (1983 – 6 ديسمبر 1987).
- انتخب رئيس مجلس النواب في برلين ‏ (1975 – 1980).
- انتخب عضو في برلمان برلين ‏ (11 يناير 1955 – 31 ديسمبر 1980).
- انتخب عضو في البوندستاغ الألماني خلال فترته النيابية  [لغات أخرى]‏ (1976 – 1977).

## روابط خارجية
- بيتر لورينز على موقع مونزينجر (الألمانية)